# Dommartin-sous-Amance
Dommartin-sous-Amance és un municipi francès situat al departament de Meurthe i Mosel·la i a la regió del Gran Est. L'any 2007 tenia 261 habitants.

## Demografia

### Població
El 2007 la població de fet de Dommartin-sous-Amance era de 261 persones. Hi havia 108 famílies, de les quals 24 eren unipersonals (12 homes vivint sols i 12 dones vivint soles), 36 parelles sense fills, 28 parelles amb fills i 20 famílies monoparentals amb fills.
La població ha evolucionat segons el següent gràfic:
Habitants censats

### Habitatges
El 2007 hi havia 120 habitatges, 114 eren l'habitatge principal de la família, 2 eren segones residències i 5 estaven desocupats. 115 eren cases i 5 eren apartaments. Dels 114 habitatges principals, 96 estaven ocupats pels seus propietaris i 17 estaven llogats i ocupats pels llogaters; 1 tenia una cambra, 1 en tenia dues, 7 en tenien tres, 24 en tenien quatre i 80 en tenien cinc o més. 99 habitatges disposaven pel capbaix d'una plaça de pàrquing. A 56 habitatges hi havia un automòbil i a 54 n'hi havia dos o més.

### Piràmide de població
La piràmide de població per edats i sexe el 2009 era:
| Homes | Edats   | Dones |
| ----- | ------- | ----- |
| 0     | 95 o +  | 0     |
| 0     | 90 a 94 | 0     |
| 0     | 85 a 89 | 0     |
| 8     | 80 a 84 | 0     |
| 0     | 75 a 79 | 4     |
| 8     | 70 a 74 | 8     |
| 12    | 65 a 69 | 16    |
| 4     | 60 a 64 | 0     |
| 16    | 55 a 59 | 12    |
| 4     | 50 a 54 | 8     |
| 24    | 45 a 49 | 8     |
| 8     | 40 a 44 | 24    |
| 12    | 35 a 39 | 8     |
| 4     | 30 a 34 | 0     |
| 4     | 25 a 29 | 8     |
| 12    | 20 a 24 | 8     |
| 20    | 15 a 19 | 16    |
| 20    | 10 a 14 | 12    |
| 8     | 5 a 9   | 24    |
| 0     | 0 a 4   | 4     |

## Economia
El 2007 la població en edat de treballar era de 183 persones, 121 eren actives i 62 eren inactives. De les 121 persones actives 115 estaven ocupades (57 homes i 58 dones) i 6 estaven aturades (5 homes i 1 dona). De les 62 persones inactives 25 estaven jubilades, 28 estaven estudiant i 9 estaven classificades com a «altres inactius».

### Ingressos
El 2009 a Dommartin-sous-Amance hi havia 113 unitats fiscals que integraven 273 persones, la mediana anual d'ingressos fiscals per persona era de 24.370 €.

### Activitats econòmiques
Dels 13 establiments que hi havia el 2007, 3 eren d'empreses de construcció, 5 d'empreses de comerç i reparació d'automòbils, 1 d'una empresa de transport, 1 d'una empresa d'informació i comunicació, 1 d'una empresa immobiliària i 2 d'entitats de l'administració pública.
Dels 3 establiments de servei als particulars que hi havia el 2009, 2 eren tallers de reparació d'automòbils i de material agrícola i 1 empresa de construcció.
L'any 2000 a Dommartin-sous-Amance hi havia 7 explotacions agrícoles.

## Equipaments sanitaris i escolars
El 2009 hi havia una escola elemental integrada dins d'un grup escolar amb les comunes properes formant una escola dispersa.

## Poblacions més properes
El següent diagrama mostra les poblacions més properes.